# John Arch
John Arch, właśc. John Maurice Archambault (ur. 15 maja 1959 w Colorado Springs) – amerykański wokalista i autor tekstów.
John Arch znany jest przede wszystkim z występów w progmetalowej formacji Fates Warning, której był członkiem w latach 1982–1987. Wraz z zespołem nagrał trzy albumy studyjne: Night on Bröcken (1984), The Spectre Within (1985) oraz Awaken the Guardian (1986). Po odejściu z Fates Warning porzucił działalność artystyczną i podjął pracę jako cieśla. Sporadycznie brał udział w przesłuchaniach na stanowisko wokalisty w różnych zespołach heavymetalowych, w tym do Dream Theater.
W 2003 roku do współpracy zaprosił perkusistę Mike'a Portnoya, wówczas członka Dream Theater, gitarzystę Jima Matheosa, z którym w latach 80. XX w. występował w Fates Warning, oraz basistę Joeya Verę. Wraz z zaprzyjaźnionymi muzykami Arch nagrał album solowy zatytułowany A Twist of Fate, wydany 17 czerwca 2003 roku. Na wydanej przez firmę Metal Blade Records płycie znalazły się dwie kompozycje liczące po kilkanaście minut każda.
W 2011 roku wraz Jimem Matheosem powołał projekt pod nazwą Arch/Matheos. Debiutancki album formacji zatytułowany Sympathetic Resonance ukazał się 9 września 2011 roku.